# Le querce di Albion
Le querce di Albion (The Forest House, 1994) è un romanzo fantasy di Marion Zimmer Bradley, il secondo del Ciclo di Avalon, e costituisce il prequel del primo libro pubblicato nella serie, Le nebbie di Avalon.
Il 17 ottobre 2019 l'editore HarperCollins Italia dà nuovamente alle stampe il romanzo in una nuova versione integrale (mai pubblicata prima in Italia), ritradotta da Flavio Santi senza le precedenti censure. Il romanzo viene per l'occasione ritradotto col titolo originale voluto dall'autrice, La casa della foresta.

## Trama
Il tema principale del libro, già accennato nel libro Le nebbie di Avalon ma qui narrato in maniera completa, è l'amore impossibile fra un soldato romano, Gaio, ed una sacerdotessa britanna, Eilan, votata alla castità. I due innamorati, incapaci di restare insieme, causeranno una serie di controversie tra la comunità britannica e l'amministrazione romana; difatti, ai tempi della vicenda (seconda metà del I secolo d.C.) la Britannia si trova da pochi decenni sotto la colonizzazione romana, ed è divisa tra coloro che vogliono scacciare gli invasori con la forza e quelli che invece premono per una convivenza pacifica. La stessa famiglia di Eilan è divisa tra questi due schieramenti, e il suo amore per un uomo di origine romana la porterà ad avere il disprezzo di diverse persone a lei care (suo padre, sua sorella e suo fratello, decisi a una bellicosa insurrezione anti-romana).
La narrazione si svolge nell'odierno Galles nord-orientale, e comprende buona parte della vita dei due amanti, cominciando dalla giovinezza, che vede il loro primo incontro in seguito ad un incidente di caccia nel quale Gaio, figlio del prefetto di Deva ma di origine britanna da parte della defunta madre (principessa della tribù dei Siluri) rimane ferito e viene curato dalla famiglia di Eilan, che per sua fortuna non si accorge della sua origine romana (eccezion fatta per il nonno di Eilan, che è il sommo capo dell'ordine dei druidi, ma è un convinto assertore della convivenza pacifica coi romani); essendo un ufficiale dell'esercito, dopo la guarigione Gaio è costretto a tornare in servizio e gli viene impedito, a causa della contrarietà di suo padre e del padre di Eilan, di sposare la ragazza, che nel frattempo entra a far parte della Casa della Foresta, dove le sacerdotesse devono fare voto di castità.
Passano gli anni, Gaio fa carriera come futuro successore del padre mentre Eilan prende definitivamente i voti e diviene addirittura la nuova Somma Sacerdotessa della Dea, dopo la morte dell'anziana Lhiannon per idropisia. Ma Eilan e Gaio si rincontreranno in gran segreto ad una festa di Beltane, dove si uniscono in amore e concepiscono così un figlio. Con molte difficoltà, Eilan riesce a tenere nascosta l'esistenza del figlio (che potrebbe costare la vita ad entrambi se fosse scoperta), e decide di dargli il nome di Gawen, ovvero il modo in cui la madre britannica di Gaio chiamava il figlio. Grazie ad una profezia, Eilan sa che suo figlio Gawen è discendente del Drago (la nobiltà celtica), dell'Aquila (la nobiltà romana) e dei Saggi (i Druidi), e giocherà un importante ruolo nel futuro della Britannia.
Gaio deve tuttavia tornare a Londinium per sposare una giovane ragazza romana, figlia di un caro amico del padre, pur non amandola veramente; dopo il matrimonio tornerà a Deva e convincerà la moglie a stabilirsi insieme a lui, procreando diversi figli (tutte femmine, meno un maschio che tuttavia morirà prima del parto).

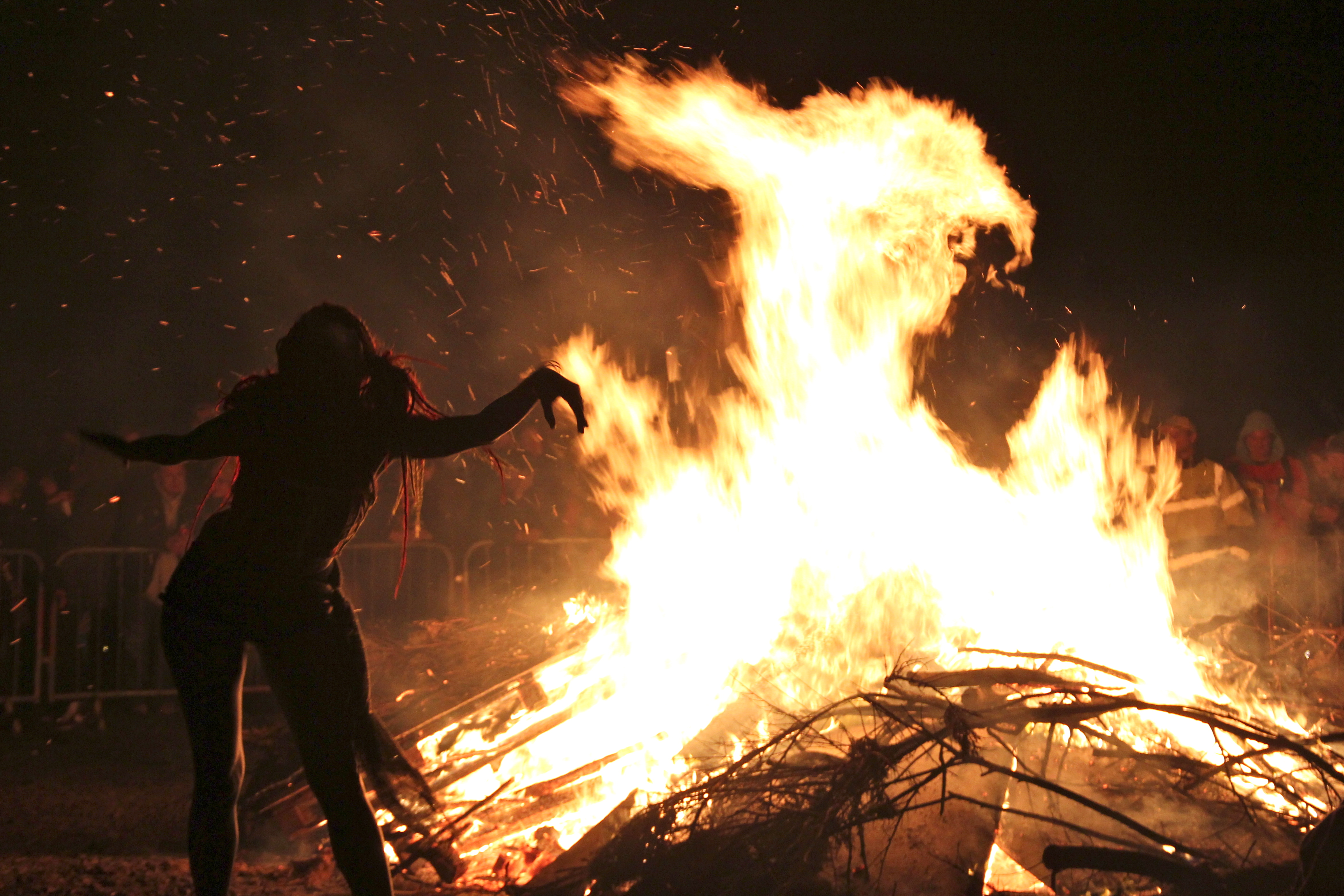
Falò di Beltane, rito neopagano (Edimburgo 2012).

Quando viene poi decisa l'insurrezione delle tribù britanniche contro Roma, Gaio viene inviato a reprimere la rivolta prima che essa dilaghi, ma viene catturato nei pressi della Casa della Foresta (seguendo le tracce di alcune truppe romane disobbedienti) e viene condannato a morte dal padre di Eilan per sacrilegio. Viene così arso vivo durante la cerimonia sacrale, mentre Eilan, che decide di perdonare i suoi tradimenti, in punto di morte gli conferma il proprio amore, venendo così fulminata dalla Dea, per atto misericordioso.
Alla morte dei due amanti, l'insegnante di Eilan, Caillean, si impegnerà ad accudire Gawen e condurrà i druidi superstiti nel sacro rifugio della terra incantata di Avalon.

## Ambientazione
La casa della foresta è un romanzo ambientato nella Britannia minore, nel I secolo d.C., ed è liberamente ispirato all'opera Norma, un'opera del 1831, in due atti di Vincenzo Bellini, su libretto di Felice Romani, tratto dalla tragedia Norma, ou L'infanticide di Louis-Alexandre Soumet. 
L'autrice, da sempre grande appassionata di opera lirica come ricorda Diana L. Paxson, compose a più riprese il romanzo, a partire dall'adolescenza fino agli ultimi anni di vita, dando, rispetto alla versione operistica, una nuova ambientazione che fosse più congeniale, e quindi realistica, al contesto storico. Da qui la connessione ad Avalon e alla sua ricca mitologia celtica e alla cultura neopagana con i suoi riti e cerimonie. 
(Diana L. Paxson, AvalonBooks.net, The Forest House)

## Edizioni
- Marion Zimmer Bradley, Le querce di Albion, Longanesi, 1994,  p. 502, ISBN 88-304-1187-6.
- Marion Zimmer Bradley, La casa della foresta, HarperCollins, ottobre 2019,  p. 620, ISBN 978-88-690-5530-0.